# Hertfordshire
Hertfordshire (afgekort tot Herts) is een shire-graafschap (non-metropolitan county OF county) in het oosten van Engeland. De naam is afgeleid van het Angelsaksische heort ford, dat "hertendoorwaadplaats" betekent. Herten zijn prominent aanwezig op vele graafschappelijke emblemen. Het telt 1,2 miljoen inwoners en de oppervlakte bedraagt 1643 km2.
Het graafschap ligt ten noorden van Greater London en maakt deel uit van het forenzengebied rond de hoofdstad. Daarnaast grenst Hertfordshire in het oosten aan Essex, in het westen aan Buckinghamshire en in het noorden aan Bedfordshire en Cambridgeshire. Het motto van Hertfordshire is Trust, fear not ("Hebt vertrouwen, weest onbevreesd").

## Geografie
Het hoogste punt (245 meter boven de zeespiegel) van Hertfordshire ligt vlak bij het dorpje Hastoe, bij Tring.

## Geschiedenis
Hertfordshire was aanvankelijk de naam voor het gebied rond het fort rond Hertford, ten tijde van de heerschappij van Eduard de Oudere aan het begin van de 10e eeuw. Het eerste geschreven gebruik van de naam dateert uit 1011,
toen het gebruikt werd in de Angelsaksische Kroniek. Volgens het Domesday Book had het graafschap negen herred, te weten Tring en Danais (later samengevoegd), Braughing, Broadwater, Cashio, Edwinstree, Hertford, Hitchin en Odsey.
In 1613 werd het graafschap het startpunt van de New River, een kanaal dat Londen van drinkwater moest voorzien. Delen van zuidelijk Hertfordshire werden in 1965 bij Greater London gevoegd, en vormen nu het bestuurlijk gebied Barnet. Tegelijkertijd verkreeg het graafschap dankzij de bestuurlijke vernieuwing een deel van Middlesex.
Vanaf de jaren twintig tot eind jaren tachtig stond in Borehamwood het grootste Britse filmstudiocomplex, waar ook MGM haar werk deed. In 2005 deden zich in Hemel Hempstead enkele grote explosies voor, met een kracht van 2,4 op de schaal van Richter.

## Overheid
Het bestuur van het graafschap ("County") is in handen van de Hertfordshire County Council.

### Overzicht districten
| Lokaal bestuurde gebieden en plaatsen | Lokaal bestuurde gebieden en plaatsen |
| Nr.                                   | District                              |
| ------------------------------------- | ------------------------------------- |
| 1                                     | North Hertfordshire                   |
| 2                                     | Stevenage                             |
| 3                                     | East Hertfordshire                    |
| 4                                     | Dacorum                               |
| 5                                     | St Albans                             |
| 6                                     | Welwyn Hatfield                       |
| 7                                     | Broxbourne                            |
| 8                                     | Three Rivers                          |
| 9                                     | Watford                               |
| 10                                    | Hertsmere                             |

| Detailkaart |
| ----------- |
|             |

## Economie
Zoals in de meeste geïndustrialiseerde landen is de dienstensector in Hertfordshire de grootste werkgever. In 2003 nam deze sector bijna tachtig procent van de bruto toegevoegde waarde voor zijn rekening. Landbouw en industrie zorgden voor respectievelijk 0,4 en 21 procent.
In Hertfordshire zijn de hoofdkwartieren van enkele grote Britse bedrijven gevestigd, zoals Tesco in Cheshunt, JD Wetherspoon in Watford en DSG International in Hemel Hempstead. Hatfield bezat vroeger een luchtvaartindustrie.

## Transport
Vanwege Hertfordshire's strategische positie tussen Londen, het noordoosten, noordwesten en de Midlands is het graafschap ruim voorzien van verbindingen met snelwegen en het spoorwegnet.
De M1, M11 en de M25 doorkruisen allen het graafschap, en de Metropolitan Line van de metro van Londen verbindt Watford met Londen. Het graafschap heeft daarnaast treinverbinden naar Yorkshire en Schotland (vanaf Stevenage) en naar de Midlands en Wales via Watford.

## Demografie
Van de bevolking is 15,1 % ouder dan 65 jaar. De werkloosheid bedraagt 2,1 % van de beroepsbevolking (cijfers volkstelling 2001).
Het aantal inwoners steeg van ongeveer 984.300 in 1991 naar 1.033.977 in 2001.

## Belangrijkste plaatsen
- Baldock
- Berkhamsted
- Bishop's Stortford
- Borehamwood
- Broxbourne
- Cheshunt
- Cuffley
- Chorleywood
- Harpenden
- Hatfield
- Hemel Hempstead
- Hertford (hoofdstad)
- Hitchin
- Hoddesdon
- Knebworth
- Letchworth Garden City
- London Colney
- Potters Bar
- Radlett
- Rickmansworth
- Royston
- Sawbridgeworth
- Stevenage
- St. Albans
- Tring
- Waltham Cross
- Ware
- Watford
- Welwyn
- Welwyn Garden City